# لیستتس (استان بورگاس)
لیستتس (به بلغاری: Listets) یک منطقهٔ مسکونی در بلغارستان است که در Ruen واقع شده‌است.